# Антонополе
Антонополе (латыш. Antonopole) — населённый пункт в Резекненском крае Латвии. Входит в состав Силмалской волости. Находится у региональной автодороги P59 (Виляны—Ружина—Малта) на левом берегу реки Малта. По данным на 2018 год, в населённом пункте проживало 9 человек.

## История
В советское время населённый пункт входил в состав Силмалского сельсовета Резекненского района. В селе располагалась центральная усадьба колхоза имени XXII съезда КПСС.